# Moldavská horská dráha
Moldavská dráha (nazývaná též Teplický Semmering) je železniční trať spojující Most s Moldavou v Krušných horách (do roku 1945 pokračovala až do saského Freibergu). V jízdním řádu pro cestující je uváděna pod číslem 135, ve služebních pomůckách GVD jako číslo 535C. Trasa nese současně označení Dopravy Ústeckého kraje T8. Jde o jednokolejnou železnici dlouhou 26,6 kilometru a kategorizovanou v současné době jako regionální dráha. Při převzetí funkce provozovatele Správou železniční dopravní cesty v roce 2008 byl ještě úsek Most – Louka u Litvínova úsekem celostátní dráhy. V roce 2018 byla obnovena intenzivní jednání o možném přeshraničním znovupropojení tratí, dostavbou úseku Moldava–Holzhau na saské straně.
Úsek Louka u Litvínova – Moldava je od roku 1998 evidován jako kulturní památka.

## Historie

### Stavba trati
Trať vybudovala v druhé polovině 19. století společnost Pražsko-duchcovská dráha naproti trati stavěné Lipsko-drážďanskou železniční společností, se kterou se potkala ve společné přechodové stanici Moldava/Moldau. Hlavním cílem bylo umožnit export uhlí do sousedního Saska. První projekty na propojení Mostecké uhelné pánve se Saskem vznikly již v šedesátých letech devatenáctého století, finanční a technické obtíže však stavbu pozdržely. Úsek Most–Hrob byl otevřen 15. května 1877, úsek Hrob – Moldava v Krušných horách až 6. prosince 1884. Přeshraniční provoz do saského Freibergu započal 18. května 1885.
Před první světovou válkou sloužila trať především ke svému původnímu účelu, přepravě uhlí. V meziválečném období se dále rozvinula přeprava průmyslových výrobků, trať začali využívat i turisté. Za druhé světové války byla správa českého a saského úseku sjednocena, vlaky projížděly celou trať Most–Freiberg. Dne 8. května 1945 těleso trati obsadily tankové oddíly Rudé armády. Přeshraniční provoz nebyl obnoven, význam horského úseku do Moldavy upadal. Výjimku tvořil rok 1952, kdy byl do stanice Moldava přepravován materiál pro výstavbu vodního díla Fláje. V šedesátých a sedmdesátých letech 20. století byly z důvodu těžby uhlí některé úseky trati mezi Mostem a Loukou u Litvínova přeloženy.
| Úsek                                                      | Délka v km | Stavebník | Zahájení provozu                          | Zastavení provozu    |
| --------------------------------------------------------- | ---------- | --------- | ----------------------------------------- | -------------------- |
| (P. Smíchov – Slaný – Louny – Obrnice) – Most             | 124        | EPPK/PDE  | 11.05.1873                                |                      |
| (Obrnice –) Most [Rudolice] – [Most st.n.] – [Most hl.n.] | ~          | EPPK      | 16.09.1872                                | 05.1979              |
| [Most st.n.] – [Dol.Litvínov] – Louka                     | ~          | PDE       | 18.12.1876                                | 23.05.1954           |
| [Most hl.n.] – [Kopisty] – [Dol.Litvínov] – Louka         | ~          | ČSD       | 31.05.1936                                | 23.05.1954           |
| [Most st.n.] – Most n.n. St.1                             | ~          | BMB/ČSD   | 1944                                      | 1978 (přeložka 1968) |
| Most [Rudolice] – Most n.n. St.1                          | 3,7        | ČSD       | 06.1979                                   |                      |
| Most n.n. St.1 – St.7 – Louka u L.                        | 9,9        | PDE       | 28.05.1964                                |                      |
| Louka u L. – Osek město                                   | 5,7        | PDE       | 18.12.1876                                |                      |
| Osek město – Hrob                                         | 4,8        | PDE       | 15.05.1877                                |                      |
| Hrob – Moldava                                            | 15,0       | PDE/kkStB | 06.12.1884                                |                      |
| Moldava – státní hranice                                  | 0,3        | kkStB     | 06.12.1884 (nákladní) 18.05.1885 (osobní) | 1945                 |

Vysvětlivky
1. ↑  v hranatých závorkách […] uvedeny stanice a zastávky dnes již neexistující

### První snahy o znovuzprovoznění přeshraničního spojení po roce 1989

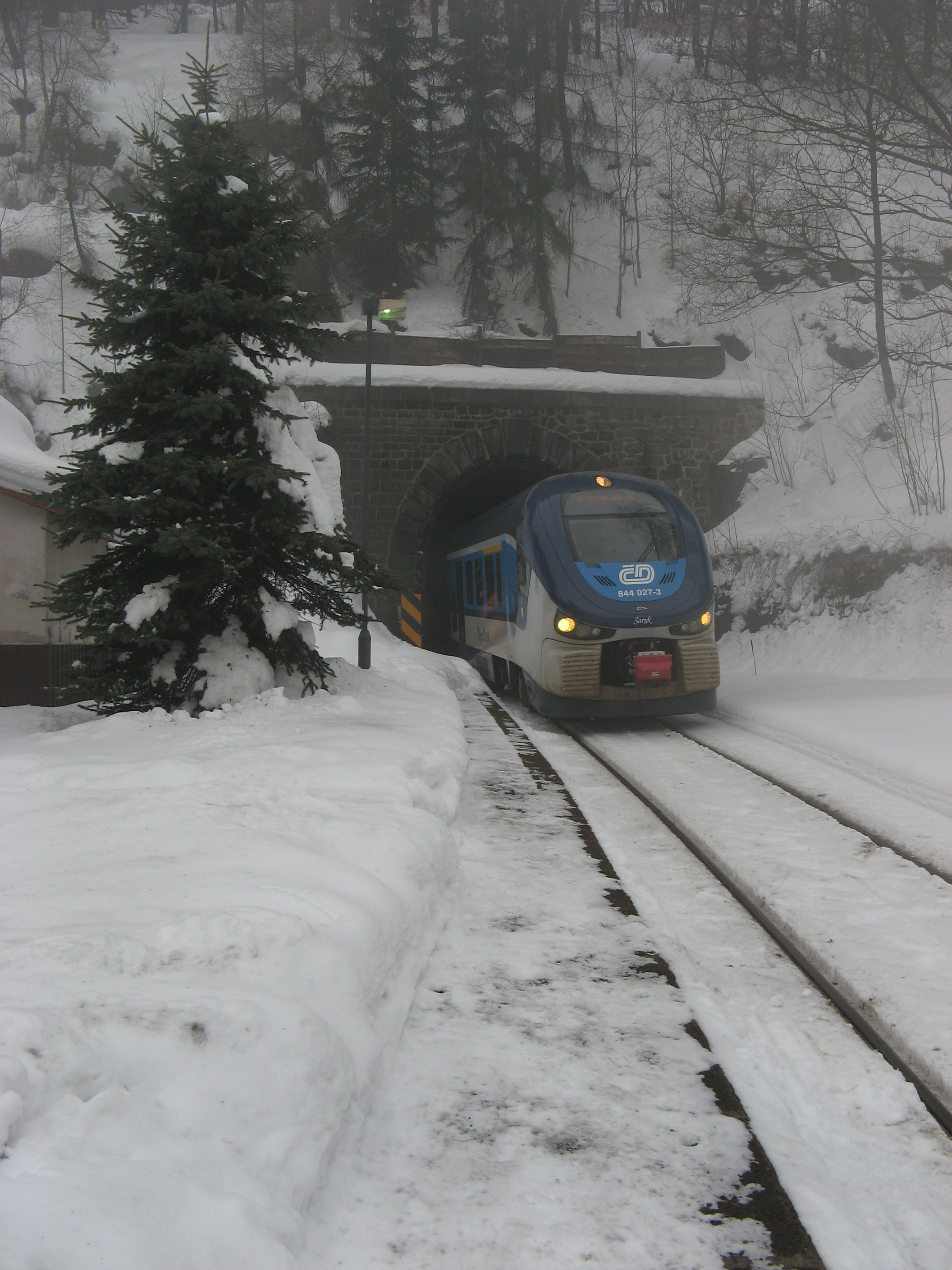
Motorová jednotka řady 844 v zastávce Mikulov v Krušných horách

Přestože jsou od roku 1989 pravidelně pořádány pochody po tělese zrušeného železničního hraničního přechodu Moldava–Holzhau, dostavbě stále brání chybějící jasné politické rozhodnutí jak na německé, ale i na české straně.
V říjnu 2008 se česká strana, zastoupená náměstkem ministra dopravy Kocourkem, dohodla s pověřeným saským náměstkem ministra průmyslu, že do poloviny listopadu bude sepsáno politické memorandum o vůli české i saské strany obnovit železniční spojení. Německá strana by investovala kolem 21 milionů eur na znovuvybudování chybějících osmi kilometrů trati, česká strana by do oprav na svém území investovala asi 350 milionů korun. Českou pracovní skupinu sestavil Petr Pípal (starosta Dubí a předseda dopravní komise Euroregionu Krušnohoří). Uvažovalo se, že v optimálním případě by trať mohla být obnovena asi do čtyř let. Starostové měst a obcí podél trati Most–Moldava v dubnu 2009 společně prohlásili, že plně podporují veškeré aktivity, které povedou ke znovupropojení dráhy mezi městy Most a Freiberg. Tyto aktivity však přerušily následky finanční krize.

### Sesuv půdy v Mikulově
V odpoledních hodinách v úterý 14. března 2017 byla mezi stanicemi Mikulov v Krušných horách a Mikulov-Nové Město v km 154,040 zjištěna geometrická výchylka koleje. Příčinou bylo podle mluvčího SŽDC posunutí tělesa náspu a obkladní zdi. Za vychýlením tělesa trati stála podle všeho voda a její erozní působení. Trať byla od té doby v úseku Mikulov v Krušných horách – Moldava v Krušných horách pro veškerou dopravu uzavřena. Rekonstrukce, a tedy i výluka trati, skončila 31. října 2018.

### Současnost

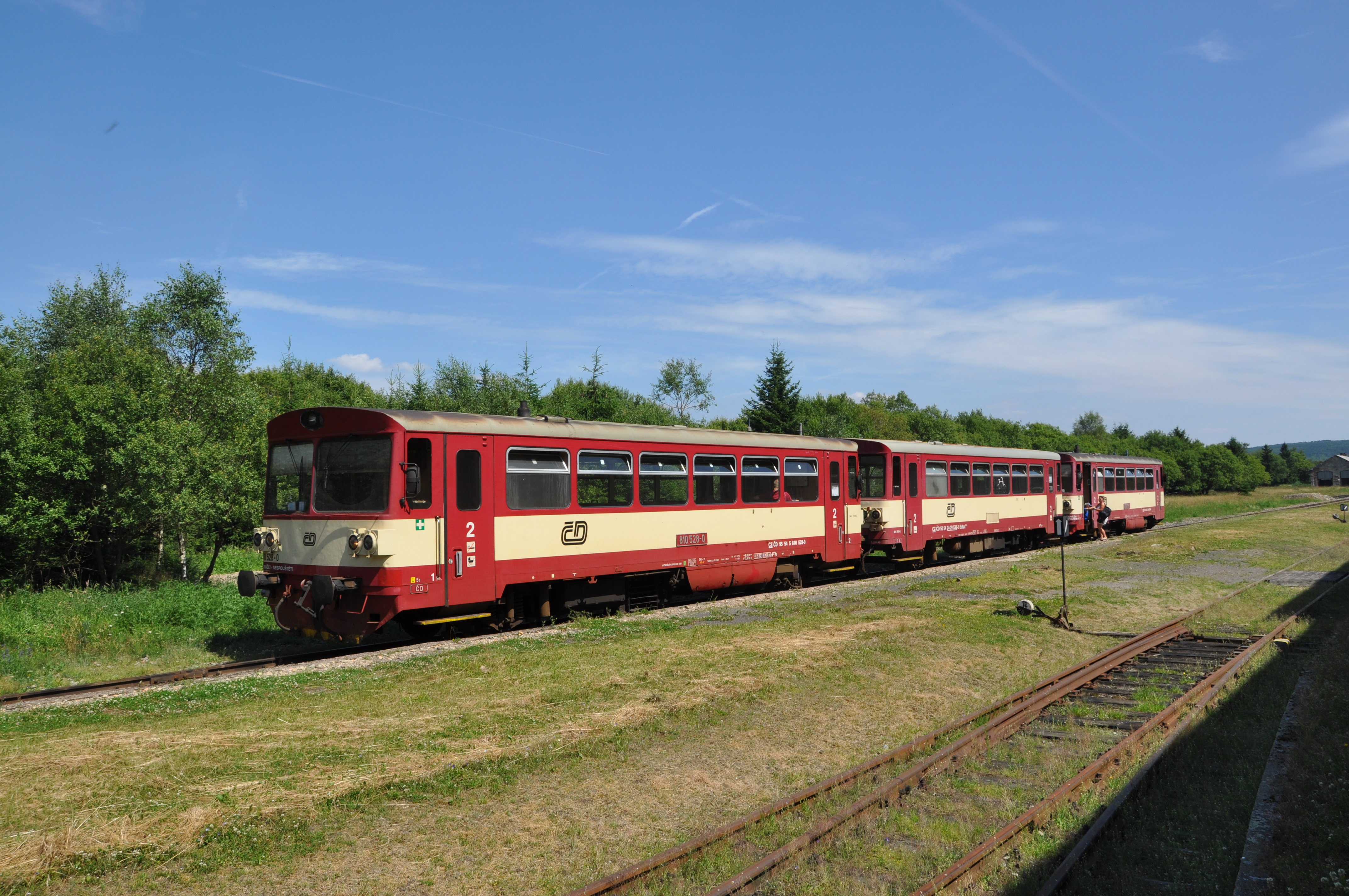
Osobní vlak v Moldavě (2014)

Od GVD 2022/23 zde již neprovozují dopravu České dráhy. Osobní vlaky provozuje Railway Capital (124 Kč/km) a spěšné vlaky do Ústí nad Labem GW Train Regio. Krátce po výměně, tedy hned 11. 12. 2022, neznámý pachatel namazal koleje olejem nedaleko stanice Hrob. O pár hodin později někdo nastražil kamení, to se opakovalo ještě 27. a 31. 12. 2022. Podle policie mohl koleje namazat zaměstnanec Českých drah.

### Znovupropojení Moldava – Holzhau

#### I. česko-německá konference a I. oficiální symbolické propojení tratí (2018)
15. března 2018 se v Dubí ke společnému jednání sešli starostové obcí mezi Mostem a Freibergem se zástupci dalších regionálních i celostátních institucí. Svolavatelem konference byl Českojiřetínský spolek – spolek pro oživení Krušnohoří spolu s obcí Moldava a saskými partnery, v úzké spolupráci s předsedou dopravní komise Euroregionu Krušnohoří a starostou Dubí Petrem Pípalem. Na konferenci navazovala řada pracovních jednání. Zatímco ještě při I. konferenci se uvažovalo o překlenutí chybějícího úseku autobusovou linkou, již 21. srpna 2018 bylo na základě diskusí se saským ministerstvem dopravy rozhodnuto, že cílem by mělo být skutečné propojení tratí. Autobusové propojení by tak mělo být pouze nástrojem pro příležitostné akce k propagaci myšlenky dostavby chybějícího úseku. Při dalším z jednání došlo k dohodě o spolupráci dopravců z obou stran hranice (Českých drah i Freiberské železniční společnosti) na koordinaci práce s veřejností. Tak vznikl mimo jiné podnět pořádat propagační akce pro veřejnost s titulem „Oficiální symbolické propojení Moldavské a Freiberské dráhy“. První oficiální symbolické propojení obou tratí autobusovou linkou proběhlo v neděli 18. listopadu 2018 s programem na Moldavě. Program byl spojen s půlmaratonem (Moldava–Fláje) a připomínkou středověkého sklářství (středověká výroba lesního skla na Moldavě a v jejím širokém okolí). Do roku 2018 se na obou stranách hranice zformovaly zájmové skupiny „Moldavská dráha“ a „Freiberger Muldentalbahn“ spolupracující na projektu přeshraničního znovupropojení tratí.

#### II. česko-německá konference a II. oficiální symbolické propojení tratí (2019)
Druhá konference se konala dne 28. března 2019 v saském Holzhau. Na konferenci se sešlo 75 zástupců obcí a dalších institucí, aby společně zrekapitulovali, co se na historické trati Most – Moldava – Freiberg událo od předchozí konference. Byla podepsána výzva vládám obou zemí k pokračování v jednáních z roku 2008 o přeshraniční znovupropojení tratí. Druhé symbolické propojení se konalo 7. 9. 2019 a 15. 9. 2019 v rámci „Evropských dnů kulturního dědictví“. Pro pasažéry Moldavské dráhy byla zajištěna bezplatná autobusová doprava z nádraží Moldava do Rechenbergu-Bienenmühle a zpět.
V návaznosti na II. konferenci dne 14. 6. 2019 saský ministr hospodářství, práce a dopravy Martin Dulig informoval o své schůzce s českým ministrem dopravy Vladimírem Kremlíkem v Praze. Jedním z pracovních témat byla i výzva měst, obcí a dalších regionálních
institucí z II. konference k Moldavské / Freiberské dráze z 28. 3. 2019. Podle informace zveřejněné Martinem Duligem byla k obnovení spojení mezi Mostem a Freibergem zadána ze strany saského ministerstva dopravy studie proveditelnosti a na její vypracování byly uvolněny finanční prostředky.
V roce 2019 projekt obnovy železnice podpořil europoslanec Tomáš Zdechovský. Ten při návštěvě krušnohorského regionu uskutečněné na pozvání Českojiřetínského spolku prohlásil, že je z úrovně Evropského parlamentu připraven pomoci hledat zdroje pro financování dostavby trati. Kromě toho Tomáš Zdechovský 18. října 2019 oznámil, že v Evropském parlamentu převezme spolu s německým europoslancem Peterem Jahrem, zvoleným za Svobodný stát Sasko, záštitu nad aktivitami pro znovupropojení Moldavské a Freiberské dráhy.
3. července 2020 se v Holzhau sešli zástupci zájmových skupin s europoslanci Tomášem Zdechovským a Peterem Jahrem. Zástupci saské strany vyjádřili ochotu připravit studii proveditelnosti, která je nutná k zahájení realizace celého projektu. Podle Petera Jahra by se náklady na obnovu tratě měly pohybovat v rozmezí 15–20 milionů eur. Peníze by měly být z větší části hrazené z evropských fondů.

#### III. česko-německá konference a III. oficiální symbolické propojení tratí (2020)
Třetí konference se měla konat v roce 2020 a měla být věnována prezentaci výsledků saské studie proveditelnosti, avšak z důvodu protiepidemických opatření byla odložena.

## Seznam stanic a zastávek
- Most
- Litvínov město
- Louka u Litvínova
- Lom u Mostu zastávka
- Osek město
- Horní Háj
- Hrob
- Střelná v Krušných horách
- Dubí
- Mikulov v Krušných horách
- Mikulov-Nové Město
- Moldava v Krušných horách

## Moldavská dráha na známce České pošty
Dne 6. května 2015 vydala Česká pošta příležitostnou poštovní známku v řadě Technické památky ČR. V sobotu 16. května 2015 byla tato známka slavnostně inaugurována za účasti všech měst a obcí po její trase, statutárního města Teplice a Krajského úřadu Ústeckého kraje. Zařazení známky do emisního plánu České pošty navrhl Českojiřetínský spolek.
Autorem výtvarného návrh je Adolf Absolon, autorem rytiny Martin Srb. Motivem známky je pracovní vlak s lokomotivou Louny na nádraží v Dubí (dříve Ober–Eichwald). Výtvarník použil jako předlohu fotografii z roku 1884.

## Moldavská dráha motivem obnovených Krušnohorských novin

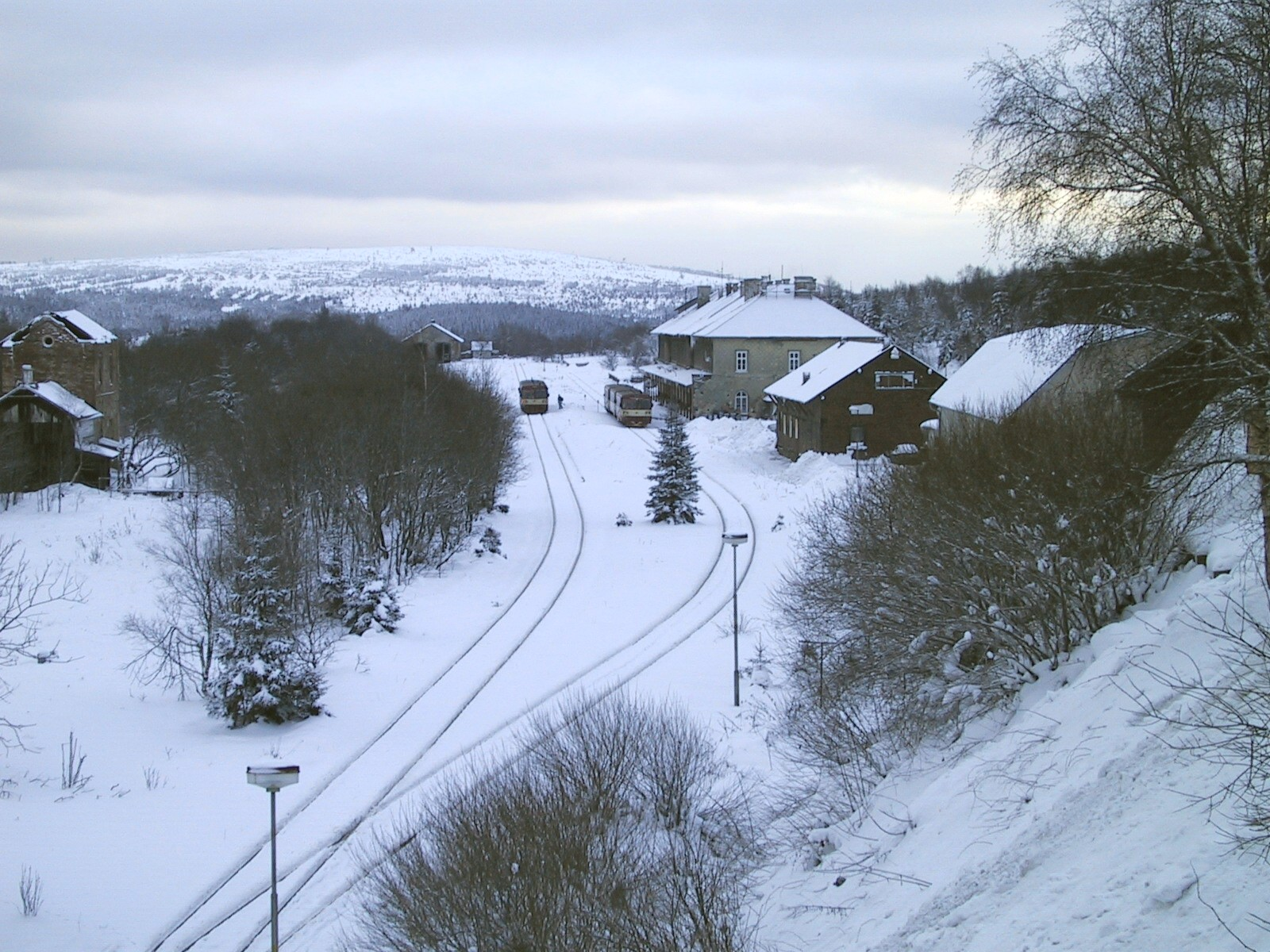
Nádraží Moldava v Krušných horách

Moldavská dráha se stala hlavním motivem prvního čísla obnovených Krušnohorských novin (dříve Erzgebirgs-Zeitung), které opět vyšly (15. května 2015) po 72leté přestávce. První číslo bylo věnováno se jak dráze samotné, tak známce České pošty vydané k 130. výročí zprovoznění kompletní trasy Most–Freiberg.